# Major Basic Proteins
Major Basic Protein ist der Name einer Gruppe von relativ kleinen Proteinen, die nur aus einer Kette von Polypeptiden bestehen und die reich an Argininresten sind. Sie werden vermutlich aus einer Glutamin- und Asparaginsäurereichen Vorstufe gebildet. Diese Vorstufe ist nicht toxisch und kann so gefahrlos durch das endoplasmatische Retikulum geschleust werden, erst in den Granula wird es zum wirksamen MBP gereift. Beim Menschen handelt es sich einerseits um das schwangerschaftsassoziierte MBP, das von eosinophilen Granulozyten sezerniert wird (UniProt P13727) und dessen Homolog im Knochenmark Proteoglycan 3 (UniProt Q9Y2Y8).
MBP ist toxisch gegen Säugerzellen (vor allem Epithelien der Bronchien) sowie Helminthen und daher bei Immunreaktionen gegen Parasiten beteiligt. Außerdem besitzt es die Fähigkeit, Mastzellen zur Ausschüttung von Histamin anzuregen, daher spielt es auch bei Entzündungsprozessen und Überreaktionen des Immunsystems eine Rolle.
Es inaktiviert zusätzlich auch den Anaphylaxie-Mediator SRS-A.

## Vorkommen
MBP kommt beispielsweise in den Granula von eosinophilen Granulozyten, einem Vertreter der Leukozyten (weiße Blutkörperchen) vor. Eosinophile Granulozyten sind ein Teil des Immunsystems und an der Abwehr von Parasiten beteiligt.